# Berta de Savoia
Berta de Savoia, numită, de asemenea Berta de Torino și Berta de Susa, (n. 21 septembrie 1051 – d. 27 decembrie 1087, Mainz) aparținând Casei de Savoia, a fost regină prin căsătoria cu regele romano-german Henric al IV-lea din 13 iulie 1066. Ea a fost încoronată împărăteasă a Sfântului Imperiu Roman la 31 martie 1084. Mormântul ei se află în Domul din Speyer.

## Biografie

### Copilăria
Părinții ei au fost contele Otto de Savoia și Adelaida de Susa din familia Arduicinilor.
La vârsta de 4 ani Berta a devenit logodnica lui Henric al IV-lea atunci când tatăl acestuia, împăratul Henric al III-lea, a făcut o incursiune în Italia. Viitoarea căsătorie a celor doi avea scopul de a asigura susținerea familiei imperiale în nordul Regatului Italiei. Logodna a avut loc pe 25 decembrie 1055 la Zürich. Berta a fost crescută la curtea imperială Saliană și a participat la viața curții alături de Henric apărând în public alături de el și înaintea căsătoriei.

### Căsătoria cu Henric al IV-lea

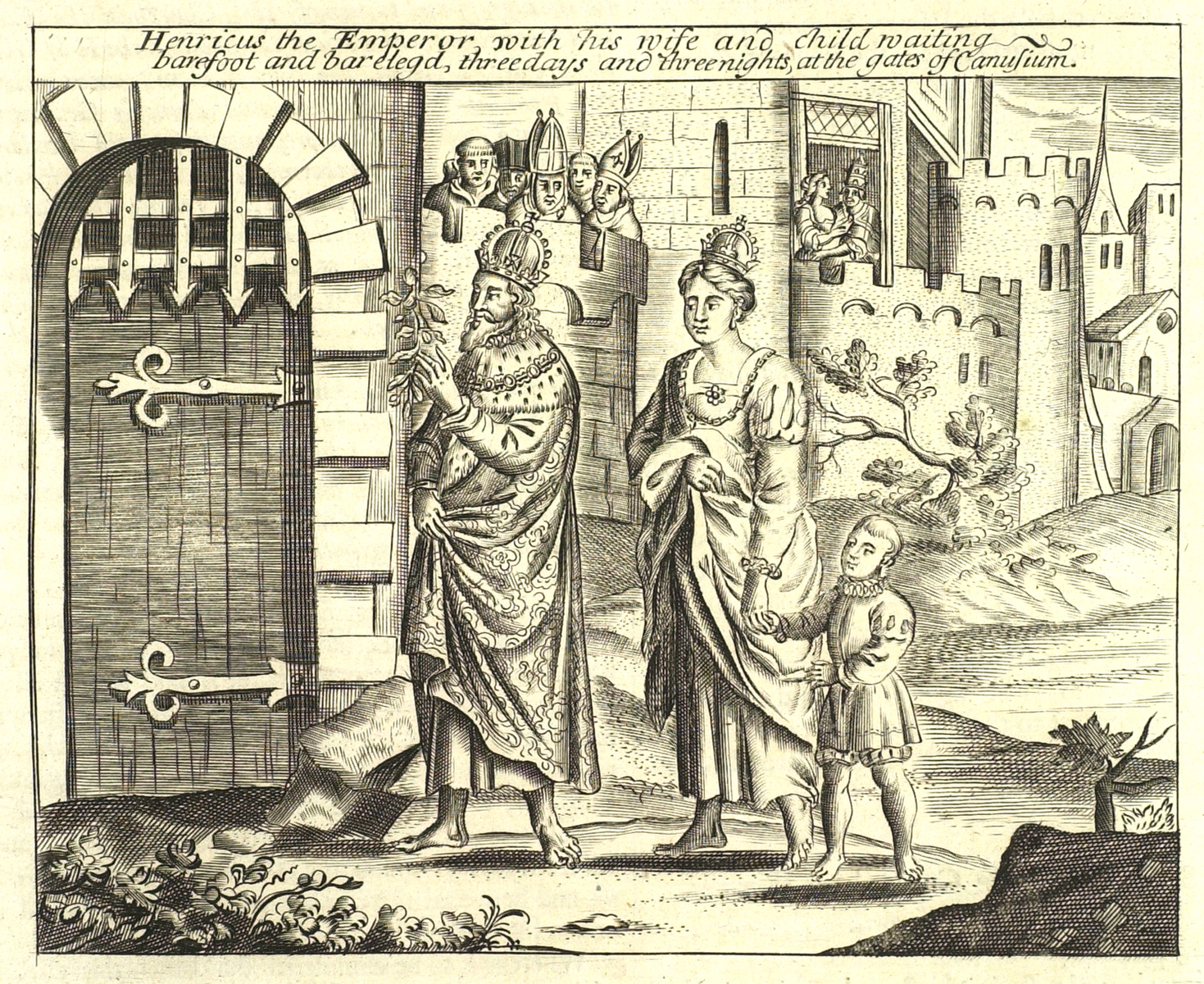
Henric, Berta și fiul lor Conrad în fața Castelului Canossa (reprezentare ulterioară, gravură pe lemn, Biblioteca Universității de Stat din Ohio, BR1600, F6 1570 c.1)

Berta a fost încoronată ca regină la Würzburg în iunie 1066. Festivitățile nupțiale au avut loc pe 13 iulie 1066 la Trebur sau la Ingelheim după căsătoria încheiată la Würzburg.
Cronicarul Bruno, a cărui scriere pro-saxonă Brunonis de bello Saxonico liber care avea ca subiect conflictul dintre Henric al IV-lea și saxoni, reliefa imaginea negativă a lui Henric, relatând despre infidelitățile repetate ale lui Henric și despre refuzul lui de a o accepta pe Berta ca soție. Deoarece această căsătorie fusese forțată nobili, Henric a cerut divorțul în 1069. Potrivit cronicarului Lampert de Hersfeld, Henric a dat următoarea justificare pentru divorț:
„Der König erklärte öffentlich (vor den Fürsten), er stehe sich mit seiner Gemahlin nicht gut; lange habe er die Menschen getäuscht, aber nun wolle er sie nicht länger täuschen. Er könne ihr nicht vorwerfen, was eine Scheidung rechtfertige, aber er sei nicht imstande, die eheliche Gemeinschaft mit ihr zu vollziehen. Er bitte sie daher um Gottes willen, ihn von der Fessel dieser unter schlimmen Vorzeichen geschlossenen Ehe zu lösen und die Trennung freudwillig zu dulden, damit er ihr und sie ihm, den Weg zu einer glücklicheren Ehe eröffne. Und damit niemand den Einwand erheben könne, ihre einmal verletzte Keuschheit sei ein Hindernis für eine zweite Eheschließung, so schwöre er, daß sie so sei, wie er sie empfangen habe, unbefleckt und in unversehrter Jungfräulichkeit bewahrt habe.” (din cronica lui Lambert de Hersfeld, redactare în germană de Wilhelm Wattenbach - intrare pentru anul 1069)
în traducere:
„Regele a declarat public (în fața principilor) că nu era în relații bune cu soția sa; multă vreme îi înșelase pe oameni, dar acum nu mai voia să-i înșele. Nu putea să o acuze de ceea ce ar fi justificat un divorț, dar nu era în măsură să desăvârșească uniunea conjugală cu ea. El îi cere deci, în numele lui Dumnezeu, să-l elibereze din încătușarea acestei căsătorii, care s-a încheiat sub semne rele, și să admită de bunăvoie despărțirea deschizând calea pentru el și pentru ea către o căsătorie mai fericită. Și pentru ca nimeni să nu ridice obiecția că odată încălcată castitatea ei, aceasta ar fi un impediment pentru o a doua căsătorie, el jură că ea este așa cum a primit-o el, păstrată neîntinată și intactă în fecioria ei.”
Episcopatul german nu a îndrăznit să decidă o astfel de cerere de divorț și a făcut apel la papa Alexandru al II-lea care l-a trimis pe legatul papal Petrus Damiani la Sinodul de la Frankfurt cu însărcinarea de a refuza divorțul.
Căsătoria a continuat și în anii care au urmat s-au născut mai mulți copii: după Adelaida și Henric (care au murit curând după naștere) au urmat Agnes, Conrad și Henric. Nașterea lui Conrad, moștenitorul tronului, a avut loc în împrejurări dramatice: în ianuarie 1074, Berta însărcinată se afla în Castelul Volkenroda care era asediat de saxoni din 1073. Bertei i s-a permis să părăsească castelul, iar Conrad s-a născut în Mănăstirea Hersfeld în februarie.

### Regină și împărăteasă
În timp ce Berta a fost regină, Henric al IV-lea a emis 67 de documente ca urmare a intervenției sau a mijlocirii soției sale. Acestea reprezintă doar un sfert dintre documtele emise de rege, motiv pentru care deducem că Berta s-a implicat destul de puțin în politica soțului ei în comparație cu celelalte regine din dinastia Ottoniană și dinastia Saliană. Berta a susținut politica soțului ei privind funcționarii regali care erau dependenți direct de cârmuitor.
Deși Berta provenea din nordul Italiei, documentele nu dovedesc că ea ar fi susținut instituțiile ecleziastice din acea regiune excepție făcând totuși câteva eparhii ca Treviso și Verona. De asemenea, favorurile acordate mănăstirilor au avut rareori ca bază intervenția Bertei; o excepție notabilă este însă Mănăstirea St. Blasien.
Berta l-a însoțit pe Henric al IV-lea împreună cu Conrad, fiul ei în vârstă de doi ani, pe drumul „penitenței de la Canossa” din decembrie 1076 până în ianuarie 1077. Papa Grigore al VII-lea se afla în Castelul Canossa ca oaspete al Matildei de Toscana. Henric făcea această călătorie pentru ca papa să-i ridice excomunicarea pronunțată în timpul Controversei pentru învestitură.
La Canossa, Matilda de Toscana și Adelaida de Susa, mama Bertei au luat parte la negocierile care au dus la ridicarea excomunicării lui Henric. Nu există nicio mărturie care să dovedească participarea Bertei la mediere, dar prezența mamei sale, Adelaida de Susa, poate dovedi că aceasta i-a asigurat susținere și protecție lui Henric în drumul spre Canossa.
Berta a fost prezentă și în timpul altor evenimente importante din viața lui Henric al IV-lea. Ea l-a însoțit la Sinodul de la Brixen, unde papa Grigore al VII-lea a fost condamnat, iar arhiepiscopul Wilbert de Ravenna a fost ales antipapă sub numele Clement al III-lea. Nu se poate verifica dacă Berta l-a însoțit ulterior pe Henric în incursiunea sa la Roma. Henric a intrat cu succes în Roma și sursele istorice indică faptul că Berta a ajuns și ea la Roma cel târziu în martie 1084. Antipapa Clement al III-lea i-a încoronat pe cei doi la 31 martie 1084.

### Moartea și înmormântarea
După moartea prematură a Bertei pe 27 decembrie 1087 la Mainz, trupul ei a fost înmormântat într-un loc necunoscut. În 1090 osemintele ei au fost transferate în Domul din Speyer. După mai puțin de un an, Henric al IV-lea s-a logodit cu Praxedis, viitoarea sa soție. Acesta pare să fie motivul pentru care Henric al IV-lea s-a preocupat abia după patru ani (în 1091) să ridice Bertei un monument funerar. Cei doi copii ai lor care muriseră foarte mici, au fost înmormântați lângă Berta în mormântul regal al familiei. În general, comemorarea morții Bertei a fost una destul de modestă, ca regină și împărăteasă romano-germană, iar imaginea ei rămâne una palidă în comparație cu cea a altor regine.

## Căsătorie și descendenți
Berta s-a căsătorit cu Henric al IV-lea în iulie 1066 la Trebur. Cei doi au avut cinci copii:
- Adelaida (n. 1070);
- Henric (n. 1071);
- Agnes de Waiblingen (n.c. 1072/1075 – d. 1143), căsătorită cu ducele Frederic I de Suabia (între 1089 și 1105) și apoi cu margraful Leopold al III-lea (între 1106 și 1136);
- Conrad al II-lea (n. 1074 – d. 1101), rege romano-german și rege al Italiei;
- Henric al V-lea (n. 1081 – d. 1125), rege și împărat al Sfântului Imperiu Roman.